# Rollhockey-Weltmeisterschaft der Frauen
Die Rollhockey-Weltmeisterschaft der Frauen ist das weltweit bedeutendste Turnier im Damen-Rollhockey. Es wird seit 1992 alle vier Jahre ausgetragen. Veranstalter ist die World Skate mit Sitz in Lausanne, Schweiz.

## Turniere
| Jahr | Austragungsort              | Weltmeister | 2. Platz    | 3. Platz    | 4. Platz    |
| ---- | --------------------------- | ----------- | ----------- | ----------- | ----------- |
| 2024 | Novara, Italien             | Spanien     | Portugal    | Argentinien | Italien     |
| 2022 | San Juan, Argentinien       | Argentinien | Spanien     | Portugal    | Italien     |
| 2019 | Barcelona, Spanien          | Spanien     | Argentinien | Chile       | Italien     |
| 2017 | Nanjing, China              | Spanien     | Argentinien | Deutschland | Chile       |
| 2016 | Iquique, Chile              | Spanien     | Portugal    | Argentinien | Frankreich  |
| 2014 | Tourcoing, Frankreich       | Argentinien | Frankreich  | Chile       | Deutschland |
| 2012 | Recife, Brasilien           | Frankreich  | Spanien     | Kolumbien   | Portugal    |
| 2010 | Alcobendas, Spanien         | Argentinien | Frankreich  | Spanien     | Deutschland |
| 2008 | Yuri u. Honjō, Japan        | Spanien     | Portugal    | Argentinien | USA         |
| 2006 | Santiago, Chile             | Chile       | Spanien     | Argentinien | Portugal    |
| 2004 | Wuppertal, Deutschland      | Argentinien | Brasilien   | Spanien     | Portugal    |
| 2002 | Paços de Ferreira, Portugal | Argentinien | Brasilien   | Spanien     | Portugal    |
| 2000 | Marl, Deutschland           | Spanien     | Portugal    | Argentinien | Deutschland |
| 1998 | Buenos Aires, Argentinien   | Argentinien | Portugal    | Deutschland | Brasilien   |
| 1996 | São Paulo, Brasilien        | Spanien     | Italien     | Portugal    | Brasilien   |
| 1994 | Tavira, Portugal            | Spanien     | Kanada      | Japan       | Portugal    |
| 1992 | Springe, Deutschland        | Kanada      | Italien     | Neuseeland  | Niederlande |

### Medaillenspiegel
| Land        | Goldmedaille | Silbermedaille | Bronzemedaille |
| ----------- | ------------ | -------------- | -------------- |
| Spanien     | 8            | 3              | 3              |
| Argentinien | 6            | 2              | 5              |
| Frankreich  | 1            | 2              | 0              |
| Kanada      | 1            | 1              | 0              |
| Chile       | 1            | 0              | 2              |
| Portugal    | 0            | 5              | 2              |
| Brasilien   | 0            | 2              | 0              |
| Italien     | 0            | 2              | 0              |
| Deutschland | 0            | 0              | 2              |
| Kolumbien   | 0            | 0              | 1              |
| Japan       | 0            | 0              | 1              |
| Neuseeland  | 0            | 0              | 1              |